# Juki Nagasatoová
Juki Nagasatoová (japonsky 永里 優季, * 15. července 1987 Acugi) je japonská fotbalistka.

## Reprezentační kariéra
Za japonskou reprezentaci v letech 2004 až 2016 odehrála 132 reprezentačních utkání. Byla členkou japonské reprezentace i na Mistrovství světa ve fotbale žen 2007, 2011, 2015 a Letních olympijských hrách 2008 a 2012.

## Statistiky
| Japonsko | Japonsko | Japonsko |
| Roky     | Záp.     | Góly     |
| -------- | -------- | -------- |
| 2004     | 1        | 0        |
| 2005     | 9        | 6        |
| 2006     | 13       | 9        |
| 2007     | 12       | 4        |
| 2008     | 17       | 9        |
| 2009     | 3        | 0        |
| 2010     | 3        | 1        |
| 2011     | 17       | 3        |
| 2012     | 16       | 9        |
| 2013     | 12       | 6        |
| 2014     | 9        | 5        |
| 2015     | 13       | 3        |
| 2016     | 7        | 3        |
| Celkem   | 132      | 58       |

## Úspěchy

### Reprezentační
- Letní olympijské hry:  2012
- Mistrovství světa:  2011;  2015
- Mistrovství Asie:  2014;  2008, 2010